# Cordillera de Kutukú
Die Cordillera de Kutukú ist ein vorandines Gebirge in der Provinz Morona Santiago im Südosten von Ecuador. Das Gebiet ist noch wenig erschlossen und wird von der indigenen Volksgruppe der Shuar bewohnt. Das Gebirge entstand vor etwa 350 Millionen Jahren.

## Lage
Die Cordillera de Kutukú verläuft je nach Definition und Abgrenzung 85 oder 120 km in Nord-Süd-Richtung und weist im Süden eine maximale Breite von 35 km auf. Die Gebirgsgruppe wird im Westen von den Flusstälern des Río Upano und Río Nangaritza vom östlichen Andenhauptkamm, der Cordillera Real, getrennt. Der Flusslauf des Río Santiago trennt das Gebirge im Süden von dessen südlicher Fortsetzung, der Cordillera del Cóndor. Im Osten wird das Gebirge vom Río Chapiza, ein linker Nebenfluss des Río Yaupi, sowie vom Oberlauf des Río Mangosiza und dessen linken Nebenfluss Río Suentza begrenzt. Ein östlich angrenzender niedriger Höhenkamm trennt die Cordillera de Kutukú vom Amazonastiefland. Die westlichen Berghänge werden von den Flüssen Río Yukipa, Río Chiguaza und Río Pania zum Río Upano hin entwässert. Im Südwesten erreicht das Gebirge eine maximale Höhe von 2500 m (⊙). Im Süden reicht das Gebiet am Río Santiago bis auf eine Höhe von etwa 300 m hinab.

## Ökologie
Die Cordillera de Kutukú ist überwiegend mit Regenwald bedeckt und weist eine hohe Biodiversität auf. Die indigenen Siedlungen leben von Holzgewinnung, Jagd und Subsistenzwirtschaft. In tieferen Lagen wird Landwirtschaft und Viehzucht betrieben. Dort wachsen entlang den Flussläufen Bäume und Büsche der Arten und Gattungen Dacryodes peruviana, Tachigalia vasquezii, Zygia longifolia, Zygia macrophylla, Tapirira guianensis und Inga. Das Bergland bildet den Lebensraum vieler bedrohter Tierarten, insbesondere Amphibien und Vögel. Es wurden mittlerweile mehr als 500 Vogelarten gezählt. In den Höhenlagen der Cordillera de Kutukú kommen der Kolumbianische Nachtaffe (Aotus lemurinus), der Südamerikanische Fischotter (Lontra longicaudis), die Pakarana (Dinomys branickii) und der Weißstirnklammeraffe (Ateles belzebuth) vor. Weitere Säugetierarten sind der Waldhund (Speothos venaticus), der Jaguar (Panthera onca), der Puma (Puma concolor) und der Große Ameisenbär (Myrmecophaga tridactyla). Die Anden-Opossummaus (Caenolestes condorensis) wurde ebenfalls in der Region nachgewiesen. Zu den Amphibien in der Cordillera de Kutukú gehören Atelopus spumarius aus der Gattung der Stummelfußfrösche, Dendropsophus rhodopeplus sowie Pristimantis ockendeni und Pristimantis peruvianus. Es wurden in der jüngeren Vergangenheit neue Tierarten in der Cordillera de Kutukú entdeckt. Im Jahr 2013 wurde mit Pristimantis almendariz sp. nov. eine neue Frosch-Art  beschrieben, in den Jahren 2021 und 2022 mit Thomasomys pardignasi und Mindomys kutuku zwei neue Arten der Langschwanzmäuse.